# Красота дьявола
«Красота дьявола» (фр. La Beauté du diable, 1950) — французский художественный фильм Рене Клера, снятый по мотивам трагедии Гёте «Фауст».

## Сюжет
Профессор Фауст получает от Мефистофеля предложение получить молодость, здоровье и красоту в обмен на бессмертную душу. Профессор соглашается. Мефистофель сначала вселяется в тело и дом профессора, а затем старается побыстрее получить и душу своего пациента.

## В ролях
- Мишель Симон — старый Анри Фауст / Мефистофель
- Жерар Филип — Мефистофель / молодой Анри Фауст
- Симона Валере — принцесса
- Николь Беснар — цыганка Маргарита
- Карло Нинчи — Ле Принс
- Раймонд Корди — слуга Антуан
- Туллио Карминати — дипломат
- Паоло Стоппа — должностное лицо
- Гастон Модо — цыган